# رونا روبنسون
رونا روبنسون، أول امرأة في المملكة المتحدة تحصل على شهادة من الدرجة الأولى في الكيمياء، ومن أُوَل الكيميائيات الصناعيات المسجَّلات. كانت أيضًا من البريطانيات المطالِبات بحق التصويت للنساء، وكانت عضوًا في «الاتحاد الاجتماعي والسياسي للمرأة». 

## حداثتها
وُلدت رونا روبنسون في 26 يونيو عام 1884. كانت أصغر أولاد جيسي وفريد (ألفريد) روبنسون، اللذين نشأ كلاهما في منطقة مانشستر، في منطقتَي تشورلتون أون ميدلوك وشيثم على التوالي. نشأت رونا في الطبقة العاملة، وقد كان أبوها من رحَّالي بضائع القطن. قضت طفولتها في منطقتي ويذنغتون وغورتون في مانشستر، ناشئة مع أختها لِليان (وُلدت في 1880) وأخيها أندرو (وُلد في 1882). مات أبوها وهي صغيرة، فكانت أمها تؤجر بعض منزلهم لتغطية نفقاتهم. جيسي مُسجَّلة في الإحصاء السكاني الرسمي لعام 1891 بوصفها أرملة وربّة منزل تعيش مع أولادها الثلاثة وزائرَين (أو زائرتيَن)، أحدهما من ليفربول، والآخر من سوريا. 
التحقت رونا بمدرسة مانشستر المركزية. في عام 1900 حين كانت في السادسة عشرة كرّمها مجلس مقاطعة لانكشر بمنحة لمعرض علوم للصغار بقيمة 15 جنيهًا استرلينيًّا في السنة، وهذا أتاح لها استكمال الدراسة بعد السن المعتادة لانتهاء الدراسة التقليدية. 
حصلت على منحة دراسية في جامعة أوينز بمانشستر (التي أُدمجت في جامعة فيكتوريا بمانشستر في عام 1904)، وبالفعل سُجلت في عام 1902. امتازت هناك، فظهر اسمها في قائمة أوائل الطلبة بامتحانات كلية أوينز لعامَي 1902-1903 (أول سنة دراسية لها)، بوصفها الثالثة مجددًا بفصل الكيمياء العضوية. تخرجت بشهادة في الكيمياء من الدرجة الأولى مع مرتبة الشرف، وميدالية ليبلانك ومحة ميرسر (لكونها أفضل طالبة باحثة في سنة تخرج) في عام 1905. كانت رونا أول امرأة في المملكة المتحدة تحصل على شهادة من الدرجة الأولى في الكيمياء. 
واصلت رونا حياتها في مانشستر، منشغلة ببحثها الخاص بماجستير العلوم، الذي نشرت في أثنائه ورقة بحثية بعنوان حمضَي ثلاثي هيدروكسيفثاليك وثلاثي ميثوكسيفثاليك ومشتقاتهما بالتعاون مع وليام هنري بنتلي وتشارلز (كايم) فايتسمان. نالت درجة ماجستير العلوم في عام 1907. 

## المطالبة بحق المرأة في التصويت
بعد التخرج صارت رونا أستاذة في «مركز آلترنكهام للتلاميذ والأساتذة» في تشيشير، حيث كانت دورا مارسدين (التي صارت لاحقًا محررة في ذا فرِيوُومان) أستاذة مساعدة ثم أستاذة مديرة. بينما كانت رونا في آلترنكهام، نشأ اهتمام مشترَك بينها هي ودورا بقضية حق النساء في التصويت. كلتاهما تركت المدرسة بعد نزاع على الأجر للتركيز في نشاطات الاتحاد الاجتماعي والسياسي للمرأة، وصارتا مندوبتين إقليميتين بأجر.